# Alexander I van Macedonië
Alexander I (Aleksander I) (Grieks: Αλέξανδρος, Aléxandros), bijgenaamd Philhellenos (= de Filhelleen, "Griekenvriend") was koning van Macedonië van 498 tot 454 v.Chr..
Hij was de zoon en opvolger van Amyntas I van Macedonië. Onder zijn regering raakte Macedonië betrokken in de Grieks-Perzische Oorlogen. Alexander I werd tot een bondgenootschap met de Perzen gedwongen, maar hij waarschuwde de Grieken voor hun aanvalsplannen. 
Alexander I geldt als de grondlegger van het Macedonische rijk. Hij reorganiseerde zijn leger en verkreeg het recht de Olympische Spelen bij te wonen, waardoor hij intensief betrokken raakte bij de Griekse cultuur, die hij zozeer bewonderde. Hij heeft ook de dichter Pindarus naar zijn hof uitgenodigd en schonk een gouden beeld aan de tempel van Delphi.
In 454 v.Chr. werd hij vermoord en na zijn dood werd uiteindelijk zijn zoon Perdikkas koning.